# Эта Зайца
Эта Зайца (η Зайца, Eta Leporis, η Leporis, сокращ. eta Lep, η Lep) — звезда в южном созвездии Зайца. Эта Зайца имеет видимую звёздную величину +3,72m, и, согласно шкале Бортля, видна невооружённым глазом даже на внутригородском небе (англ. Inner-city sky).
Из измерений параллакса, полученных во время миссии Hipparcos , известно, что звезда удалена примерно на 48,5 св. лет (14,88 пк) от Земли. Звезда наблюдается южнее 76° c. ш., то есть южнее о. Новая Земля, южнее о. Принс-Патрик, южнее мыса Йорк (мыс, Гренландия), южнее о. Сторе-Коллевей, то есть видна практически на всей территории обитаемой Земли, за исключением приполярных областей Антарктики. Лучшее время для наблюдения — декабрь.
Средняя пространственная скорость Эта Зайца имеет компоненты (U, V, W)=(-5.86, 8.62, 1.30), что означает U=−5,86 км/с (движется по направлению от галактического центра), V=8,62 км/с (движется в направлении галактического вращения) и W=1,3 км/с (движется в направлении галактического северного полюса). Эта Зайца движется весьма медленно относительно Солнца: её радиальная гелиоцентрическая скорость практически равна −2 км/с , что в более чем в 5 раз меньше скорости местных звёзд Галактического диска, а также это значит, что звезда приближается к Солнцу. По небосводу звезда движется на северо-запад. Галактическая орбита Эта Зайца находится на расстоянии от 24 100 св. лет до 39 500 св. лет от центра Галактики.

## Имя звезды
Эта Зайца (латинизированный вариант лат. Eta Leporis) является обозначением Байера, данным им звезде в 1603 году. Звезда имеет обозначение η  (Эта — 7-я буква греческого алфавита), и также сама звезда — 7-я по яркости в созвездии. 16 Зайца (латинизированный вариант лат. 16 Leporis) является обозначением Флемстида.

## Свойства звезды
Эта Зайца  — карлик спектрального класса F2V, что указывает на то, что водород в ядре звезды ещё служит ядерным «топливом», то есть звезда находится на главной последовательности. Звезда излучает энергию со своей внешней атмосферы при эффективной температуре около 6559,67 К, что придаёт ей характерный жёлто-белый цвет звезды спектрального класса F.
Масса звезды весьма скромная и составляет 1,42 {\displaystyle M_{\bigodot }}. Светимость звезды  сейчас оценивается 5,828 {\displaystyle L_{\bigodot }}. Для того, чтобы планета, аналогичная нашей Земле, получала примерно столько же энергии, сколько она получает от Солнца, её надо было бы поместить на расстоянии 2,4 а. е., то есть примерно в Пояс астероидов, а более конкретно, примерно на орбиту, где находится астероид Массалия, чья большая полуось равна 2,41 а. е.. Причём с такого расстояния Эта Зайца выглядела бы на 18% меньше нашего Солнца, каким мы его видим с Земли — 0,41° (угловой диаметр нашего Солнца — 0,5°).
В связи с небольшим расстоянием до звезды её радиус может быть измерен непосредственно, и первая такая попытка была сделана в 1967 году. Угловой размер звезды тогда был оценён в 0,78 mas, а это значит, что на таком расстоянии её абсолютный радиус был оценён в 1,3 {\displaystyle R_{\bigodot }}, что как мы знаем сегодня составляет 70% от истинного диаметра звезды. Вторая попытка, произведённая в  1969 году, была наиболее удачная: угловой размер звезды тогда был оценён в 0,95 mas, а это значит, что на таком расстоянии её абсолютный радиус был оценён в 1,8 {\displaystyle R_{\bigodot }}. И наконец, во время третей попытки, которая произошла в  1977 году было получено следующее значение радиуса: угловой размер звезды тогда был оценён в 0,96 mas, а это значит, что на таком расстоянии её абсолютный радиус был оценён в 1,5 {\displaystyle R_{\bigodot }}.  В настоящее время радиус звезды оценивается в 1,87 {\displaystyle R_{\bigodot }}.
Звезда имеет поверхностную гравитацию 3,5 СГС или 31,6 м/с2, то есть 8,67 раза меньше, чем на Солнце (274,0 м/с2), что, по-видимому, может объясняться большой поверхностью звезды, при малой массе. Звезды, имеющие планеты, имеют тенденцию иметь большую металличность по сравнению Солнцем и Эта Зайца имеет значение металличности почти такое же, как на Солнце . Эта Зайца вращяется со скоростью в 13 раз выше солнечной и равной 26 км/с, что даёт период вращения звезды — 3,7 дня.
Возраст звезды Эта Зайца — определён как 1,8 млрд. лет , а поскольку звёзды с массой 1,42 {\displaystyle M_{\bigodot }} живут на главной последовательности порядка 3,75 млрд. лет, то звезде осталось порядка 1,95 млрд. лет жизни. Предполагая, что эволюция жизни на углеродной основе, носит универсальный характер и полагая, что космосе действуют те же законы, что и на Земле, можно сказать, что на планете аналогичной Земле рядом с Эта Зайца эволюция находится на стадии архея, а более конкретно на стадии неоархея, то есть на планете происходит формирование настоящей континентальной коры, а также появился кислородный фотосинтез. Однако жизнь заключится на стадии неопротерозоя, поскольку через 1,95 млрд. лет Эта Зайца  станет красным гигантом, а затем, сбросив внешние оболочки, она станет белым карликом.

## Ближайшее окружение звезды
Следующие звёздные системы находятся на расстоянии в пределах 20 световых лет от звезды Эта Зайца (включены только: самая близкая звезда, самые яркие (<6,5m) и примечательные звёзды). Их спектральные классы приведены на фоне цвета этих классов (эти цвета взяты из названий спектральных типов и не соответствуют наблюдаемым цветам звёзд):
| Звезда           | Спектральный класс | Расстояние, св. лет |
| Глизе 1085       | G2 V               | 9.08                |
| 58 Эридана       | G1 V               | 14.61               |
| BD−06°1339       | K7V                | 17.14               |
| Ню² Большого Пса | K1 III             | 18.94               |

Рядом со звездой, на расстоянии 20 световых лет, есть ещё порядка 10 красных, оранжевых карликов и жёлтых карликов спектрального класса G, K и M, а также 2 белых карлика, которые в список не попали.

### Комментарии
1. ↑  Расстояние рассчитано по приведённому значению параллакса
2. ↑  В XX веке Эта Зайца классифицировалась как гигант спектрального класса F1III[10][13]
3. ↑  В начале XXI века светимость звезды оценивалась на несколько процентов выше 6,03 {\displaystyle L_{\bigodot }}[4]
4. ↑  Угловой диаметр (δ) вычисляется по формуле :{\displaystyle \delta =2\arctan \left({\frac {D_{\mathrm {S} }}{d_{\mathrm {CZ} }}}\right)}, где RS — радиус звезды, выраженный в а.е.; dS — расстояние до звезды
5. ↑  В начале XXI века радиус звезды оценивался в 1,52 {\displaystyle R_{\bigodot }}[17], то есть считался на 30% меньше
6. ↑  В начале XXI века считалось, что у звезды существует небольшим дефицитом металлов, и металличность оценивалась в −0.19[3], то есть 64,6%